# جو ديفيس
جوزيف «جو» ديفيس، أوب (بالإنجليزية: Joe Davis)‏ (15 أبريل 1901 - 10 يوليو 1978) كان لاعب سنوكر إنجليزي محترف  فاز ببطولة العالم للسنوكر 15 مرة من عام 1927 إلى عام 1946.

## روابط خارجية
- جو ديفيس على موقع CueTracker.net (الإنجليزية)
- جو ديفيس على موقع بطولة العالم للسنوكر (الإنجليزية)